# دربوس
دربوس (به لهستانی:  Drybus) یک روستا در لهستان است که در گمینا بارانوو (استان ماسوویان) واقع شده‌است. دربوس ۱۸۳ نفر جمعیت دارد.